# Tethina nigrofemorata
Tethina nigrofemorata är en tvåvingeart som beskrevs av Beschovski 1997. Tethina nigrofemorata ingår i släktet Tethina och familjen Canacidae. Inga underarter finns listade i Catalogue of Life.